# Стефкове
Стефкове (пол. Stefkowa) — лемківське село в Польщі, у гміні Вільшаниця Ліського повіту Підкарпатського воєводства.
Населення — 653 особи (2011).

## Розташування
Розташоване в пасмі гір Західних Бескидів, недалеко від кордону зі Словаччиною та Україною. Знаходиться на перетині етнічних українських територій Лемківщини і Бойківщини.

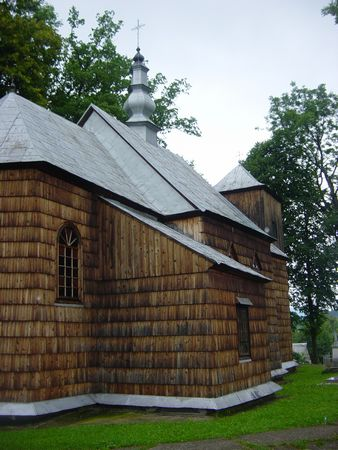
Церква св. Параскеви

## Історія
Поселення Стефова Воля на волоському праві було згадано 1489 року. Ним володів рід Кмітів гербу Шренява. В середині XVI ст. належала магнатам Стадницьким. Входило до Перемишльської землі Руське воєводства.
У 1772-1918 рр. село було у складі Австро-Угорської монархії, у провінції Королівство Галичини та Володимирії. У 1890 році село належало до Ліського повіту, в селі нараховувалося 159 будинків і 992 мешканці, з них 859 греко-католиків, 73 римо-католики і 60 юдеїв.
У 1919-1939 рр. — у складі Польщі. Село належало до Ліського повіту Львівського воєводства, у 1934-1939 рр. входило до складу ґміни Вільшаниця.
На 01.01.1939 в селі було 1450 жителів, з них 1250 українців-грекокатоликів, 130 українців-римокатоликів, 30 поляків і 40 євреїв.
У середині вересня 1939 року німці окупували село, однак уже 26 вересня 1939 року мусіли відступити з правобережної частини Сяну, оскільки за пактом Ріббентропа-Молотова правобережжя Сяну належало до радянської зони впливу. 27.11.1939 постановою Президії Верховної Ради УРСР село у складі повіту включене до новоутвореної Дрогобицької області. Територія ввійшла до складу утвореного 17.01.1940 Ліськівського району. Наприкінці червня 1941, з початком Радянсько-німецької війни, територія знову була окупована німцями, які за три роки окупації винищили євреїв. У серпні 1944 року радянські війська знову оволоділи селом. В березні 1945 року, в рамках підготовки до підписання Радянсько-польського договору про державний кордон зі складу Дрогобицької області село було передане до складу Польщі, а українське населення піддане етноциду. Частина насильно виселена на територію СРСР в 1945-1946 рр. Родини, яким вдалось уникнути виселення, в 1947 році під час Операції Вісла були депортовані на понімецькі землі, а на їх місце поселені поляки.
У 1975-1998 роках село належало до Кросненського воєводства.

### Церква
З 1526 року тут існувала церква св. Параскеви. Нову дерев'яну церкву збудували і освятили в 1840 на місці старої. До 1947 р. в селі була парафіяльна греко-католицька церква, яка належала до 1924 р. до Ліського деканату, а надалі — до Устрицького деканату Перемиської єпархії. Після виселення українців у ході операції «Вісла» церква стояла покинутою до 1953, коли її пристосували під філіальний костел Непорочного Зачаття Діви Марії. Входить до маршруту Шлях дерев'яної архітектури Підкарпатського воєводства.

## Демографія
Демографічна структура станом на 31 березня 2011 року:
|          | Загалом | Допрацездатний вік | Працездатний вік | Постпрацездатний вік |
| -------- | ------- | ------------------ | ---------------- | -------------------- |
| Чоловіки | 331     | 61                 | 227              | 43                   |
| Жінки    | 322     | 59                 | 187              | 76                   |
| Разом    | 653     | 120                | 414              | 119                  |

## Відомі особистості
В селі народилися:
- Клюс Ігор Петрович (* 1943) — український фізик, педагог.
- Роман Гробельський — військовий діяч УПА, поручник, командир сотні «Ударники-1».

## Пам’ятки
В селі знаходиться курган «Татарська могила», де мав би бути захороненим полеглий татарський хан. При будівництві Першої угорсько-галицької залізниці 1872 р. віднайшли скарб з прикрас бронзової доби.